# Jérémy De Vriendt
Pour les articles homonymes, voir De Vriendt.
Jérémy De Vriendt, né le 22 mars 1986 à Sambreville en Belgique, est un joueur de football belge qui joue au poste de gardien de but.

## Biographie
Il joue son premier match (amical) le 26 juin 2004 (RFC Malmundaria - Standard).
Il joue en tant que titulaire pour la première fois le 24 mars 2007 dans le match Standard - Juventus,. Le 27 avril 2008, alors que le Standard est certain d'être champion, il joue son premier match officiel (Sporting Charleroi Standard 2-1),.
Jeune gardien, il partage en début de saison 2007-2008 le poste de gardien réserviste avec Rorys Aragon Espinoza au Standard de Liège. À la suite du départ du titulaire Olivier Renard pour le KV Malines, De Vriendt monte dans la hiérarchie des gardiens et devient gardien n° 2 du Standard de Liège. 
Son contrat arrivant a échéance en juin 2009, le Standard ayant acheté un autre gardien réserviste (Sinan Bolat) et Olivier Renard s'étant blessé à Malines, un accord est trouvé en janvier 2009 pour transférer Jérémy De Vriendt au FC Malines, afin qu'il poursuive sa carrière dans de bonnes conditions. Il signe un contrat de deux ans et demi avec une option d'une saison en plus.
En août 2011, le Sporting de Charleroi à l’occasion d'un match amical fait jouer Jérémy en test. Il n'encaisse pas de but.
En juin 2012, il est laissé libre par le White Star Woluwe. Il signe à l'Union Royale La Louvière Centre en janvier 2013 .

## Palmarès
- Champion de Belgique en 2008 avec le Standard de Liège
- Champion D3 ACFF en 2024 avec le Royal Cercle Sportif Onhaye